# Heinrich Theodor Pagenstecher

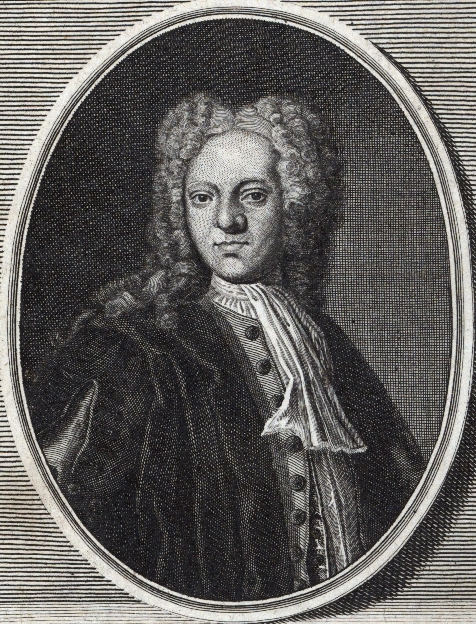
Heinrich Theodor Pagenstecher

Heinrich Theodor Pagenstecher (* 26. November 1696 in Groningen; † 7. Juni 1752 in Duisburg) war ein deutscher Jurist.

## Leben
Heinrich wurde 1696 als Sohn des Rechtsprofessors Alexander Arnold Pagenstecher geboren. 1716 war er als Lektor der Jurisprudenz in Groningen tätig. 1719 zog er nach Lingen und wurde dort am akademischen Gymnasium Georgianum Professor der Geschichte und Beredsamkeit und außerordentlicher Juraprofessor. 1721 übernahm er eine Professur in Hamm, 1727 in Duisburg, wo er am 7. Juni 1752 verstarb. Einen nach dem Tode seines Bruders Johann Friedrich Wilhelm ergangenen Ruf nach Harderwijk folgte er nicht. Pagenstecher veröffentlichte mehrere Werke über Schriften des römischen Juristen Sextus Pomponius, über die Sentenzen des Pegasus in den Pandekten sowie eine Sammlung von Dissertationen.
1721 hatte er in Amsterdam Johanna Theodora van Scherpenzeel, die Tochter des preußischen Residenten v. Scherpenzeel, geheiratet. Die beiden Söhne aus dieser Ehe, Johann Alexander Winand und Andreas Wilhelm, schlugen ebenfalls die akademische Laufbahn ein.

## Werke (Auswahl)
Ausführlichere Aufstellungen findet sich bei Meusel und besonders bei van der Aa.
- Comment. in Sexti Pomponii ICti, quae in Pandectis Justiniani reliqua sunt. Lemgo, P. I, 1723, auctior 1725, P. II. 1725, P. III. 1723. P. IV. 1733 und 1735.
- Jus Pegasianum, Lemgo 1740/1741 (4°)
- Dissertationum varii argumenti ΕΝΝΕΑΣ, 1746